# Megasurcula stearnsiana
Megasurcula stearnsiana är en snäckart som först beskrevs av Raymond 1904.  Megasurcula stearnsiana ingår i släktet Megasurcula och familjen Turridae. Inga underarter finns listade i Catalogue of Life.